# Hernán Figueroa
Hernán Figueroa, född 26 augusti 1927, död september 2013, var en friidrottare från Chile. Han deltog vid olympiska sommarspelen 1948.